# Миели, Феликс
Феликс Миели Венерандо (порт.-браз. Felix Mielli Venerando; 24 декабря 1937, Сан-Паулу — 24 августа 2012, Сан-Паулу) — бразильский футболист, вратарь. Основной голкипер сборной Бразилии на чемпионате мира 1970 года, чемпион мира по футболу. Был известен тем, что до 1971 года не использовал перчатки, предпочитая обматывать запястья твёрдой лентой. Один из самых низких вратарей в истории футбола, выигравших чемпионат мира. После завершения карьеры игрока работал в качестве тренера.

## Карьера
Феликс Миели родился в семье Аталибы Феррейра Венерандо и Маргариты Миели Венерандо. Он начал играть в 1950 году за любительскую команду «Фоминья» из района Муока. Он начал карьеру в молодёжном составе клуба «Жувентус», в котором дебютировал 10 сентября 1952 года. Одновременно футболист работал экспедитором в компании «Пиратининья Машинес», где также играл в футбол. В последний год в команде Миели был резервистом бывшего игрока «Палмейраса», Обердана Каттани. В 1954 году Феликс был вынужден покинуть клуб из-за грыжи: клуб не захотел оплатить операцию по её удалению. Следующим клубом голкипера стала «Португеза Деспортос», куда он перешёл в июле 1955 года. Однако его дебют состоялся почти год спустя: 26 марта 1956 года игрок сыграл встречу с «Ньюэллс Олд Бойз». Там игрок выступал очень мало, проиграв конкуренцию Кабесану и Линдолфо. В 1957 году Феликс был арендован клубом «Насьонал». Там он выступал 3 сезона. В конце 1960 года, главный тренер «Деспортос», Нена, возвратил Миели в клуб. С 1961 по 1963 год он был твёрдым «первым номером» команды. А с 1964 по 1968 год конкурировал за место в составе с Орландо. 3 марта 1968 года Миели сыграл последний матч за «Португезу», в нём клуб сыграл нулевую ничью с «Сан-Паулу». Всего за этот клуб игрок провёл 305 матчей (147 победам, 71 ничьх и 87 поражений).
В марте 1968 года Феликс перешёл в клуб «Флуминенсе», который заплатил за трансфер голкипера 150 тыс. крузейро. За Миели «Флу» начал наблюдать ещё с 1967 года, когда игрок провёл отличную встречу с «Бангу», на которой присутствовал директор «Триколор Кариока» Дилсон Гуэдес. Одной из причин перехода стал факт, что отец Феликса был страстный фанатом «Флуминенсе» и очень радовался переходу сына именно в эту команду. Другой причиной — конфликт с директором «Деспортос», Марио Аугусто Исайасом, который посчитал, что секретную информацию, опубликованную в одной из журналистских статей, мог передать только Миели. Он дебютировал в составе команды 24 марта. Годом позже он выиграл с клубом Кубок Гуанабара и чемпионат штата Рио-де-Жанейро. Всего он выигрывал с клубом пять розыгрышей чемпионата штата, три Кубка Гуанабара и последний розыгрыш Кубка Роберто Гомеса Педрозы. С 1975 года Миели потерял место в воротах «Флуминенсе», уступив его Ренато. В 1978 году игрок принял решение завершить карьеру из-за кальцинирующего тендинита плеча. Последний в карьере матч он провёл 2 февраля 1978 года с «Интернасьоналом», завершившейся поражением «Флуминенсе» со счётом 1:2. Всего за клуб вратарь провёл 319 матчей (152 победы, 82 поражения и 85 ничьих), в которых пропустил 260 голов.
В составе сборной Бразилии Миели дебютировал 21 ноября 1965 года в товарищеской игре с Венгрией (5:3). После этого, игрок почти два года не вызывался в стан национальной команды: вторую игру он провёл 25 июня 1967 года на Кубке Рио-Бранко с Уругваем (0:0). Он провёл на турнире ещё две игры, в результате которого победитель ни разу не был выявлен. Победителями назвали обе команды. В 1970 году Феликс, в качестве основного голкипера, поехал на чемпионат мира. В матче с чемпионами мира 1966, англичанами, Миели столкнулся с форвардом соперников Фрэнсисом Ли, из-за чего у него был выбит зуб. Но матч Феликс продолжил и не пропустил ни одного мяча. В полуфинальном матче с Уругваем Миели пропустил несложный гол от Луиса Кубильи. В финальной игре Миели вышел на поле в перчатках, чего никогда не делал ранее. Его партнёры по команде убеждали голкипера, чтобы тот этого не делал, потому как игра в перчатках может принести ему неудачу. Он одел их для предыдущего тренера команды Жуана Салданьи, который накануне матча с Англией заявил, что Феликсу из-за жары будет трудно играть в Мексике, и из-за погоды ленты будут стягивать руки, а в перчатках он играть не умеет. После игры Миели сказал: «Я также знаю, как играть в перчатках». В 1971 году Феликс сыграл в обоих матчах Кубка Рока, в котором победителями были признаны обе команды. Последний матч за сборную голкипер провёл 26 апреля 1972 года с Парагваем (3:2). Всего за национальную команду Миели провёл 47 матчей (33 победы, 9 ничьих и 5 поражений), в которых пропустил 37 голов, 8 игр из них были неофициальными.
После завершения игровой карьеры, Миели работал тренером вратарей во «Флуминенсе». Тренировал клубы «Мадурейра», «Аваи» (18 игр — 6 побед, 4 ничьи и 8 поражений) и «Ботафого». Позже он стал коммерческим директором компании Лиар Эспесиал Кар. Компания принадлежала Анжелу Кардозу Коэлью, который был женат на Лигии, одной из трёх дочерей Феликса. Другая дочь, Патрисия Риналди Венеранду Соарес. В 2007 году Феликс работал техническим директором клуба «Интернасьонал Лимейра». В последние годы жизни Миели работал координатором общественной футбольной школы, в которой занимались дети из бедных семей, а также боролся за право финансовой помощи для игроков-чемпионов мира. Миели был госпитализирован и умер в возрасте 74 лет в больнице Виттория в районе Жардин Аналия Франку из-за эмфиземы лёгких. Он был похоронен на кладбище Арака.

## Достижения

### Командные
- Обладатель Кубка Рио-Бранко: 1967
- Обладатель Кубка Гуанабара: 1969, 1971, 1975
- Чемпион штата Рио-де-Жанейро: 1969, 1971, 1973, 1975, 1976
- Чемпион мира: 1970
- Обладатель Кубка Роберто Гомеса Педрозы: 1970
- Обладатель Кубка Рока: 1971

### Личные
- Обладатель премии Делфорта Дуарте: 13 октября 1970[17]